# Werner Heisenberg
Werner Karl Heisenberg (Würzburg, 5 december 1901 – München, 1 februari 1976) was een Duits natuurkundige en een van de grondleggers van de kwantummechanica. De bekende onzekerheidsrelatie van Heisenberg is van hem afkomstig. Daarnaast heeft hij belangrijke bijdragen geleverd aan werk op het gebied van de hydrodynamica van turbulentie, de atoomkern, ferromagnetisme, kosmische straling en elementaire deeltjes en was hij de ontwerper van de eerste naoorlogse kernreactor in Karlsruhe in Duitsland.

## Biografie

### Jeugd
Heisenberg werd in Würzburg geboren als zoon van August Heisenberg en Annia Wecklein. Zijn vader was hoogleraar Byzantijnse geschiedenis en middeleeuws en modern Grieks in München; zijn moeder was een dochter van de rector van het gymnasium in München, waar hij later naar school ging. Hij viel op school al op door een grote leerzucht en vlijt en was ook een sterk schaker. Heisenberg had een 1,5 jaar oudere broer, Erwin, die eveneens zeer begaafd was. Tussen de broers bestond een levendige rivaliteit.
Sinds 1911 bezocht Heisenberg het Maximilian Gymnasium, een eliteschool die werd bestuurd door zijn grootvader Wecklein. Tijdens de Eerste Wereldoorlog was hij als adolescent lid van een semi-militaire Duitse jeugdbeweging – gemodelleerd naar Robert Baden-Powells scoutingbeweging – die gedisciplineerde lichamelijke activiteiten in de buitenlucht propageerde.

### Vooroorlogse loopbaan
Na het Maximilian Gymnasium studeerde Heisenberg natuurkunde in München, samen met zijn vriend Wolfgang Pauli die een paar jaar boven hem zat. Hij studeerde onder Arnold Sommerfeld en promoveerde in 1923 op een proefschrift over turbulentie in vloeistofstromen. Heisenberg volgde Pauli naar Göttingen om daar onder Max Born aan zijn habilitatie te werken. Na het afronden daarvan ging hij in 1924 werken aan het instituut voor theoretische natuurkunde in Kopenhagen onder Niels Bohr, die hij als student in 1922 reeds had ontmoet. Dit resulteerde in een vruchtbare samenwerking, leidend tot de Kopenhaagse interpretatie van de kwantummechanica en uiteindelijk tot een Nobelprijs voor Natuurkunde in 1932 voor zijn werk aan de kwantummechanica. In 1929 ontving hij ook al de Matteucci Medal. In 1927 werd hij, 26 jaar oud, hoogleraar theoretische natuurkunde in Leipzig, in 1941 aan de Universiteit van Berlijn.
Heisenberg trouwde in 1937 met Elisabeth Schumacher en het echtpaar kreeg zeven kinderen. Een van zijn zoons, Martin Heisenberg, is hoogleraar genetica.

### Werken voor de nazi's
In 1933 kwam Adolf Hitler aan de macht in Duitsland en binnen zeer korte tijd was het land door hem omgevormd tot een totalitaire dictatuur en stevig onder de knoet van diens nazipartij. Aanvankelijk verzette Heisenberg zich tegen de bemoeienis van de nazi's met de wetenschap en speciaal tegen de uitsluiting van joodse wetenschappers, maar ten slotte schikte hij zich naar hun wensen. Het principe van kernsplijting werd in 1938 ontdekt in Duitsland. Als gerenommeerd adviseur van de tweede Uranverein (uraniumclub, september 1939 - april 1945) was Heisenberg nauw betrokken bij dit Duitse kernonderzoek en bij de, uiteindelijk niet geslaagde, bescheiden pogingen van de nazi's een eigen atoombom te ontwikkelen. Dit ambitieuze uraniumproject werd uitgevoerd door een informele, onder strikte geheimhouding opererende groep van ideologisch geselecteerde topwetenschappers (zoals Walther Bothe, Hans Wilhelm Geiger, Otto Hahn, Paul Harteck) die onder het directe militaire toezicht van het Heereswaffenamt (HWA) stonden, de wapenonderzoeksdienst van de Duitse landmacht. In zijn pogingen om een langzame (gecontroleerde) nucleaire kettingreactie op gang te brengen, experimenteerde Heisenberg o.m. door aan kettingen vastgemaakte blokken uranium neer te laten in vaten met zwaar water als moderator (om de neutronen te absorberen). Bij zijn onderzoek naar de splitsing van uraniumisotopen en de bouw van een Uranmaschine - m.a.w. een energie producerende kernreactor voor civiele toepassingen - kwamen Heisenberg en zijn nauwste medewerkers (Karl Wirtz, Carl Friedrich von Weizsäcker) vaak in conflict met zijn rivaal Kurt Diebner die als administratief directeur van het Kaiser-Wilhelm Institut für Physik (KWIP) in Berlijn-Dahlem het Duitse kernwapenprogramma leidde tot oktober 1942. 

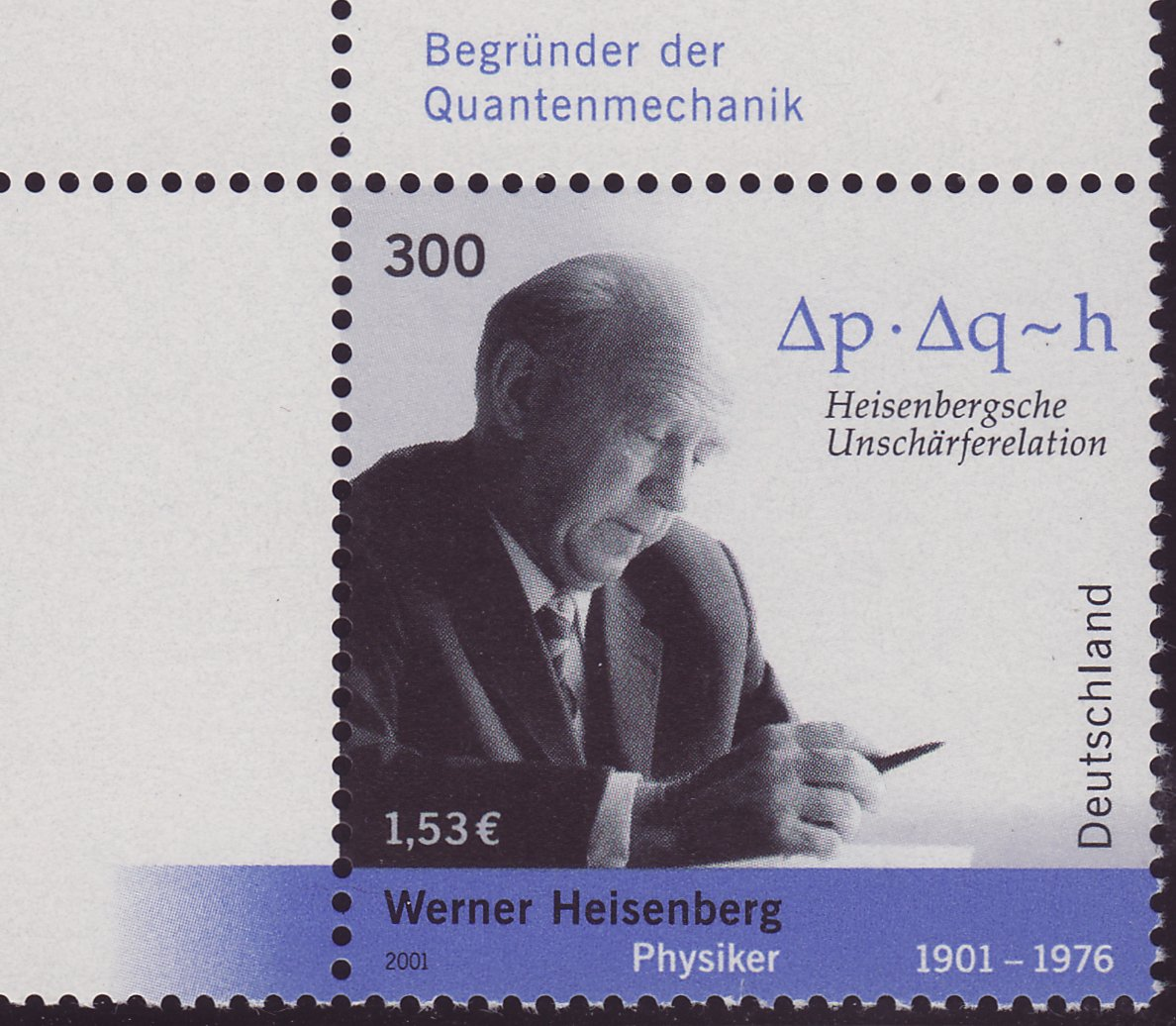
Postzegel van de Duitse Post, 2001

Door zijn werken voor het naziregime werd Heisenberg een omstreden figuur. Toen hij aan Bohr bekendmaakte dat hij aan de ontwikkeling van een Duits atoomwapen werkte eindigde hun lange vriendschap abrupt. In september 1941 was er in het bezette Kopenhagen een ontmoeting tussen Heisenberg en Bohr. Er is veel geheimzinnigheid omtrent de aard van deze ontmoeting. De familie van Bohr gaf in 2002 documenten vrij waarin valt te lezen dat Bohr geschokt was over het feit dat Heisenberg, die er blijkbaar van overtuigd was dat Duitsland de oorlog zou winnen, onthulde dat hij meewerkte aan de ontwikkeling van een Duitse atoombom. Toen Bohr dit aan de geallieerden bekendmaakte, gaf dit een extra impuls aan het Manhattanproject: de Amerikaanse poging een atoombom te vervaardigen. In de lezing van Heisenberg deed hij integendeel juist alles om het project te vertragen. De verschillende interpretaties zijn de basis geweest van het toneelstuk Kopenhagen (1998) van Michael Frayn.
In juni 1942 werd er een conferentie gehouden over de toekomst van het Uranprojekt, waar ook Albert Speer, de pasbenoemde minister van bewapening, aan deelnam. Op 4 juni 1942 werd Heisenberg, twee maanden eerder benoemd tot professor en directeur van het KWIP, door de nieuwe minister van Bewapening Albert Speer gevraagd naar zijn vooruitzichten inzake de omschakeling van het Uranvereins onderzoek van (burgerlijke) energiewinning uit uraniumsplitsing naar kernwapenonderzoek. Volgens Heisenberg zou een "uraniumbom ter grootte van een ananas" voldoende explosiviteit hebben om een grote stad compleet te vernietigen maar zou zo'n atoombom niet voor het einde van de oorlog kunnen worden gebouwd door een gebrek aan geld, grondstoffen (verrijkt uranium, met in verhouding meer 235U dan uranium zoals het van nature in uraniumerts voorkomt) en hoogopgeleid personeel. Op deze conferentie werd besloten dat het leger zich zou terug trekken uit het uraniumproject, en dat men, onder civiele leiding van de Reichsforschungsrat (Rijksonderzoeksraad - RFR), voorlopig op beperkte schaal door zou gaan met de ontwikkeling van een kernreactor voor toepassingen na de oorlog. Het ontwikkelen van een kernbom was niet langer een prioriteit en bovendien werkte de legerleiding aan andere geheime wapens, die wèl snel beschikbaar zouden zijn.

### Na de oorlog
Aan het eind van de oorlog in Europa werd Heisenberg door de Alsosgroep gearresteerd en zat hij enige maanden gevangen in het landhuis Farm Hall bij Cambridge in het Verenigd Koninkrijk, samen met een aantal andere eminente Duitse geleerden onder wie Carl Friedrich von Weizsäcker, Otto Hahn, Paul Harteck, Kurt Diebner, Walther Gerlach, Max von Laue en Karl Ritz. Ze werden goed behandeld en hadden veel vrijheid. De Britten hadden echter in elke ruimte microfoons verborgen om hun onderlinge gesprekken af te luisteren. Zo wilden de Britten te weten komen hoever de Duitsers gevorderd waren in het fabriceren van hun atoombom. Toen begin augustus 1945 het bericht over de eerste atoombom op Japan bekend werd, was dit natuurlijk meteen het onderwerp van speculatie onder de Duitse wetenschappers. Heisenberg gaf er echter blijk van totaal op het verkeerde spoor te zitten wat betreft zijn gedachten over het ontwerp van de bom - hij had geen idee van de berekening van de juiste kritische massa.

### Latere carrière

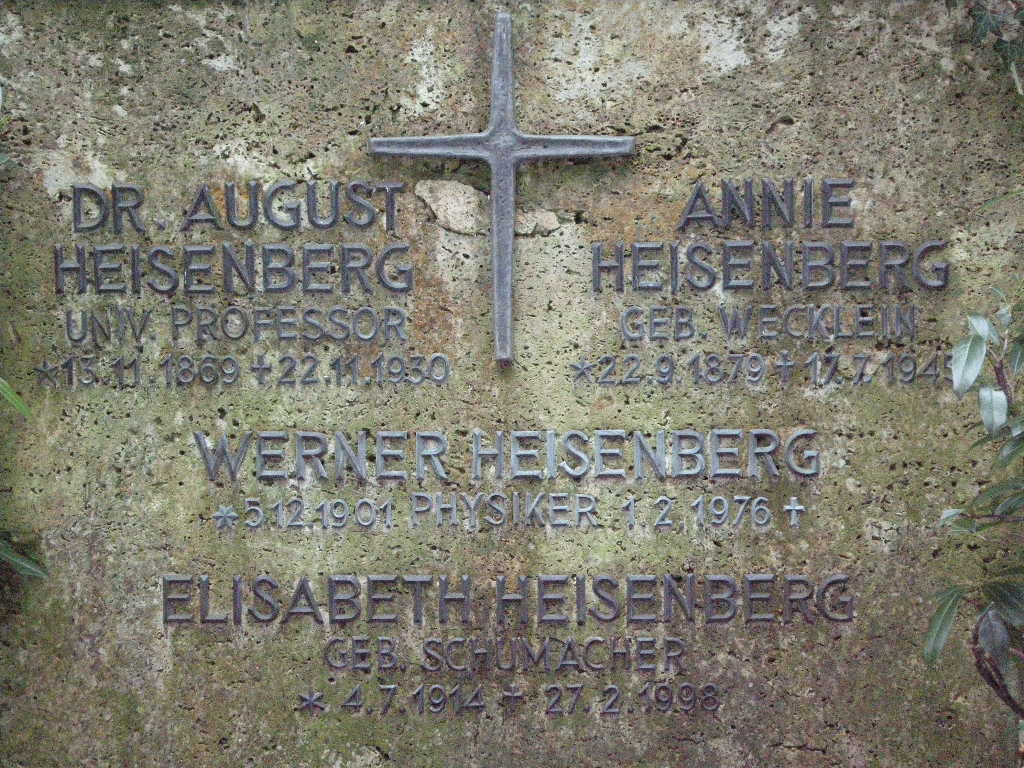
Het graf van Heisenberg

Na zijn vrijlating speelde Heisenberg een grote rol in het herstel van het wetenschappelijk onderwijs in Duitsland, onder andere als mede-oprichter van de Max-Planck-Gesellschaft en een aantal  Max-Planck-instituten. Van 1946 tot 1948 was hij hoogleraar aan de Universiteit van Göttingen, daarna nog een jaar in München. In zijn latere leven probeerde hij een 'Theorie van alles' te ontwikkelen, maar slaagde daarin niet.
Heisenberg sleet zijn verdere leven met onder andere het mede ontwikkelen van de eerste toepasbare kernreactor in Duitsland, doceren aan diverse universiteiten in binnen- en buitenland en publiceren van wetenschappelijke en populairwetenschappelijke boeken en artikelen. Hij overleed in 1976. De plaats van Heisenbergs graf is vrij nauwkeurig bepaald, dus de veel aangehaalde anekdote dat op zijn graf zou staan "Hier ligt Werner Heisenberg..... ergens" - een toespeling op zijn onzekerheidsrelatie - is apocrief.

## Wetenschappelijke biografie

### Matrixmechanica
Heisenberg ontwikkelde in 1925 met Pascual Jordan en Max Born in  de matrixmechanica, de eerste formalisering van de kwantummechanica. Aan de basis van deze ontwikkeling lag zijn artikel Umdeutung kinematischer und mechanischer Beziehungen (Herinterpretatie van kinematische en mechanische relaties) waarin hij poogde, geleid door het correspondentiebeginsel van Bohr, een wiskundige basis te vinden die toepasbaar was voor de nieuwe kwantummechanica. In 1913 had Bohr zijn atoommodel geformuleerd waarin elektronen in stationaire toestanden bewegen die worden weergegeven met gehele getallen. Dit atoommodel werd in de loop der jaren steeds bijgesteld met nieuwe kwantumregels om de nieuwe ontdekkingen in te kunnen passen. Heisenberg besloot in een nieuwe benadering zich te beperken tot alleen dié grootheden die in principe meetbaar waren. Elk beeld van wat in een atoom buiten de waarneming gebeurt, moest vermeden worden. Deze benadering werkte hij uit in een matrixvermenigvuldiging. Later werd aangetoond dat dit formalisme equivalent is aan de golfmechanica van Erwin Schrödinger, een onafhankelijk ontwikkelde manier van wiskundig noteren.

### Onzekerheidsrelatie
In 1927 realiseerde Heisenberg zich dat de kwantumtheorie enkele vreemde gevolgen had. Namelijk dat experimenten nooit in volledige afzondering uitgevoerd kunnen worden, omdat het meten zelf altijd de uitkomst beïnvloedt. Hoe nauwkeuriger men de ene grootheid meet, hoe minder men over de andere grootheid te weten kan komen.

Deze wederzijdse onnauwkeurigheid of onscherpte bij de meting is niet het gevolg van (onvermijdelijke) meetfouten maar is in zekere zin het gevolg van natuurkundige wetmatigheden; een door het bestaan van de kwantumconstante van Planck ℎ bepaald feit. Dit drukte Heisenberg uit in zijn 'onzekerheidsrelatie', die later uitgeschreven werd in de volgende formulevorm:
{\displaystyle \Delta x\Delta p\geq {\frac {h}{4\pi }}}
Het product van beide fouten, wanneer plaats x en impuls p van een elementair deeltje gelijktijdig gemeten wordt, is altijd groter dan of gelijk aan een kleine constante (gedefinieerd door de constante van Planck, 10−34 Js), maar is nooit gelijk aan nul. Hetzelfde geldt voor de energie E van een deeltje op een nauwkeurig bepaald tijdstip t:
{\displaystyle \Delta E\Delta t\geq {\frac {h}{4\pi }}}
Het gevolg van de onzekerheidsrelatie van Heisenberg is dat van een subatomair deeltje noch het verleden, noch het toekomstige gedrag met zekerheid voorspeld kan worden.

### Kopenhaagse interpretatie

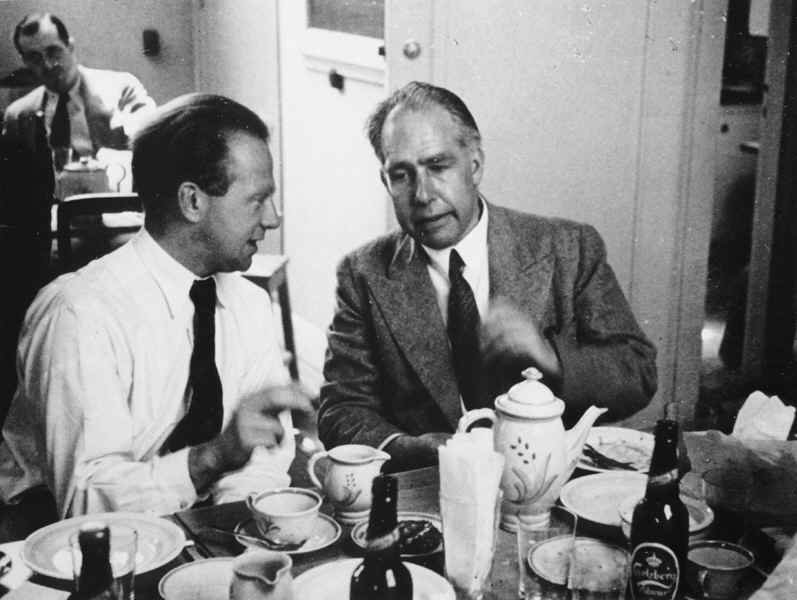
Heisenberg met Niels Bohr in 1934

In de jaren twintig ontwikkelde Heisenberg, in samenwerking met Bohr, te Kopenhagen de zogenaamde Kopenhaagse interpretatie van de kwantummechanica.

Veel natuurkundigen uit die tijd - meestal al van middelbare leeftijd of nog ouder, onder wie Einstein - hadden grote moeite met de non-deterministische Kopenhaagse interpretatie van de kwantumwereld, maar de experimentele resultaten hebben deze tot nu toe gesteund.

### Isospin
Aan het eind van 1932, reeds enkele maanden na James Chadwicks ontdekking van het neutron, publiceerde Heisenberg een drietal artikelen in het Zeitschrift für Physik, alle getiteld "Über den Bau der Atomkerne". Hierin beschreef hij dat, ten aanzien van de sterke kernkracht, protonen en neutronen beschouwd moeten worden als identieke deeltjes, die hij nucleonen noemde. Om deze 'doubletstructuur' zichtbaar te maken voerde Heisenberg een nieuw kwantumgetal in dat hij – in analogie met elektronenspin – de naam isotopische spin (isospin) gaf. Protonen met lading +1 kregen een isospin +½ en neutronen met lading 0 een isospin –½.

## Trivia
- Het toneelstuk Kopenhagen van Michael Frayn is geïnspireerd door een ontmoeting die in 1941 plaatsvond in die stad tussen Bohr en Heisenberg waarin ze misschien wel/misschien niet aan elkaar verteld hebben hoe ver de ontwikkeling van een atoomwapen aan geallieerde/duitse zijde op dat moment was.
- In de serie Breaking Bad gebruikt hoofdrolspeler Walter White (Bryan Cranston) de naam 'Heisenberg' als alias.
- In The Man in the High Castle, een Amerikaanse serie die zich afspeelt in een alternatieve realiteit, is 'the Heisenberg device' de naam voor de atoombom waarmee nazi-Duitsland Washington DC vernietigde en zo de VS dwong tot capitulatie. In seizoen 2 hebben alle atoombommen de naam Heisenberg device.
- De Heisenberg compensator is een onderdeel van de transporter uit Star Trek.
- In de serie The Heavy Water War komt Werner Heisenberg voor in de periode dat hij voor de nazi's zou werken.
- In de film Oppenheimer uit 2023 van Christopher Nolan, speelt Heisenberg ook een rol die gespeeld wordt door Matthias Schweighöfer.